# نمک‌دوست
نمک‌دوست یا هالوفیل (انگلیسی: Halophile) ارگانیسم‌هایی هستند که در محیط‌هایی با غلظت بالای نمک رشد می‌کنند. این ارگانیسم‌ها، نوعی از ارگانیسم‌های شدیددوست هستند. نام هالوفیل از کلمه‌ای یونانی به معنی «نمک-دوست» گرفته شده‌است. درحالی‌که اغلب نمک‌دوستان در گستره‌ی باستانیان طبقه‌بندی می‌شوند، برخی باکتری‌ها و یوکاریوت‌ها مانند جلبک دونالیلا سالینا و قارچ‌ والمیا ایکتوفاگا نیز هستند که نمک‌دوستند. برخی از گونه‌های شناخته‌شده هالوفیل، رنگی قرمز از ترکیبات کاروتنوئیدی، به‌خصوص «باکتریورودوپسین» را به ‌وجود می‌آورند. هالوفیل‌ها در هرجایی که غلظت نمک پنج برابر غلظت نمک در اقیانوس‌ها باشد، یافت می‌شوند. از جمله این مکان‌ها، می‌توان به دریاچۀ نمک یوتا، دریای مرده، دریاچۀ ارومیه و برکۀ تبخیر اشاره کرد.